# Convergência de Democratas de Navarra
A Convergência de Democratas de Navarra (CDN) foi um partido político espanhol que atuava exclusivamente na Comunidade Foral de Navarra. Fundado em 1995 como fruto de uma cisão da União do Povo Navarro (UPN). Se definem como «um projeto político de centro progressista (...). Desde a ideia da "navarridade" integradora, oposta ao "navarrismo" excludente, sobre os princípios políticos da identidade de Navarra como comunidade foral diferenciada, seu desenvolvimento integral e a coesão da sociedade navarra no seu pluralismo».
O seu último líder foi José Andrés Burguete Torres, desde que em março de 2008, o fundador do partido Juan Cruz Alli, que foi Presidente do Governo de Navarra pela UPN entre 1991 e 1995, renunciou ao cargo. Entre 1995 e 1996 formou coalizão de governo com o Partido Socialista de Navarra (PSN). Desde 2003 que integrava uma coalizão de governo com a UPN. Nesse governo teve dois conselheiros, o da Educação (Carlos Pérez-Nievas López de Goicoechea) e o da Habitação (José Carlos Esparza Sáez).
Defendia os direitos históricos e entendia que "o dono de seu futuro é o povo navarro". Se opunha abertamente à integração de Navarra no País Basco, embora defendesse a manutenção da quarta disposição transitória da constituição espanhola de 1978, que prevê um referendo ante essa eventualidade.
As juventudes de CDN se denominavam Jóvenes Democrátas de Navarra (JDN).